# أفيوني

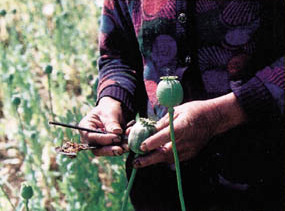
حصاد قرون الخشخاش

في مجال الطب، يصف مصطلح الأفيونات أية مواد شبه قلوية أفيونية مخدرة توجد كمنتجات طبيعية في نبات الخشخاش المنوم.

## نظرة عامة
سميت الأفيونيات بهذا الاسم نظرًا لأنها عناصر مكونة أو مشتقة من مواد شبه قلوية موجودة في الأفيون، وتتم معالجتها من عصارة لثى الخشخاش المنوم. وأهم الأفيونيات النشطة حيويًا الموجودة في الأفيون هي المورفين والكودين والذيبايين. وتُشتق من هذه المواد الأفيونيات شبه المصنعة مثل هيدروكودون والهيدرومورفون والأوكسيكودون والأوكس مورفون. كما يحتوي الأفيون أيضًا على البابافيرين والنوسكابين وحوالي 24 نوعًا آخر من المواد شبه القلوية، إلا أنها إما ذات تأثير طفيف أو عديمة التأثير على الجهاز العصبي المركزي البشري ولا تعتبر هذه المواد من الأفيونيات.
تنتمي الأفيونيات إلى مجموعة كبيرة من أشباه القلويات المصنعة حيويًا وهي بنزيل الأيزوكينولين.
يعد التخليق التام للأفيونيات من النفتوكينون (تخليق البوابات) أو من المواد البادئة العضوية البسيطة الأخرى أمرًا مملاً وغير اقتصادي. ولذلك تُستخلص معظم مسكنات الألم من نوع الأفيونيات المستخدمة حاليًا من الخشخاش المنوم أو يتم تصنيعها جزئيًا من الذيبايين.

## مصطلحات
تشير الأفيونيات بالمعنى التقليدي إلى المواد شبه القلوية الموجودة في الأفيون ومشتقات الأفيون الطبيعية والأفيونيات نصف المصنعة فقط. وغالبًا ما يُستخدم المصطلح استخدامًا خاطئًا للإشارة إلى جميع الأدوية التي لها مفعول صيدلاني أفيوني أو شبيه بمفعول المورفين، والتي تُصنف بشكل أصح ضمن مصطلحات المواد الأفيونية الأشمل.

## المواد شبه القلوية

### المورفين

البنية الكيميائية للمورفين

معظم الحالات الأكثر تكرارًا للإصابة بوذمة الرئة الناتجة عن الأفيونيات تكون بين مستخدمي الهيروين لغرض الاستمتاع. كما أن هناك تقارير بوجود حالات إصابة بوذمة الرئة الناتجة عن المورفين، وإن كانت غير شائعة.ويتمثل الفارق الرئيسي بين الحالتين في وجود إشراف دقيق على استعمال المورفين مقارنةً بانعدام الإشراف والخبرة الطبية بين متعاطيي الهيروين بطريقة غير شرعية. ومن ناحية أخرى، يمكن استخدام المورفين أيضًا في علاج وذمة الرئة. وعلى الرغم من أن المورفين يعد أكثر المواد شبه القلوية أهمية من الناحية الطبية، إلا أن مادة الكودين الأخف - والتي يتم تصنيع معظمها من المورفين - تُستهلك بكميات أكبر في النواحي الطبية، حيث تتميز مادة الكودين بإمكانية توافر بيولوجي فموي أكبر ويسهل التنبؤ بها أكثر من المورفين، مما يسهل معايرة الجرعة المناسبة للفرد.
نظرًا لأن الهيروين غير نشط كعقار صيدلاني، فيجب أن يتم تمثيله غذائيًا أولاً. ومستقلبات الهيروين النشطة هي المورفين وأحادي أستيل المورفين-6 وأحادي أستيل المورفين-3.

### الكودين

الكودين

### إسترات المورفين
هي أفيونيات شبه طبيعية إما أن تكون دواء أوليا للمورفين أو تكون شديدة الشبه بالمورفين حيث إنها ليست شبه مصنعة، ولكنها توجد بشكل أكثر طبيعية في الطبيعة نظرًا لأنها من أملاح المورفين. ومن بين أمثلة هذا النوع من الأدوية ثنائي أستيل المورفين (هو دواء أولي للمورفين، ومعروف باسم ثنائي أسيتات المورفين أو الهيروين)، والمستقلب أحادي أستيل المورفين-6 (6-MAM) (دواء أولي للمورفين)، والنيكومورفين (ثنائي نيكوتينيل المورفين)، وثنائي بروبانول المورفين (ثنائي بروبيونات المورفين)، والديزومورفين (ثنائي هيدروديزوكسي المورفين)، والميثيل ديسورفين، وأستيل بروبيونيل المورفين، وثنائي بنزويل المورفين، وثنائي أستيل ثنائي هيدرو مورفين، والعديد من الأنواع الأخرى.

### آثار انسحاب العقار
ترتبط آثار متلازمة انسحاب الأفيون بإيقاف استعمال الأفيون لفترات طويلة.
ومن الممكن أن يكون هناك خطر منطقي بالتعرض للانتكاس في المنشآت عند عدم التشديد على أهمية متلازمة ما بعد الانسحاب الحاد للمرضى الذين يمرون بمراحل انتقالية في العلاج، خاصةً في منشآت العلاج قصير الأجل من سبوكسون أوالميثادون أو المنشآت الصحية.